# طوماش بيليك
طوماش بيليك هو لاعب كرة قدم سلوفاكي في مركز حراسة المرمى، ولد في 2 يوليو 1978 في ترنتشين في سلوفاكيا. لعب مع زبرويوفكا برنو ونادي بانيونيوس ونادي ترنتشين ونادي تيبليتسه ونادي جيلينا ونادي داك 1904 دونيسكا ستريدا ونادي سبارتاك ترنافا ونادي سبارتاك ميافا.

## وصلات خارجية
- طوماش بيليك على موقع قاعدة بيانات كرة القدم.إي يو (الإنجليزية)
- طوماش بيليك على موقع Soccerway.com (الإنجليزية)
- طوماش بيليك على موقع عالم كرة القدم.نت (الإنجليزية)